# Alexa Internet
Alexa internet je sesterský projekt serveru Amazon.com. Alexa sbírá informace od uživatelů, kteří si nainstalovali Alexa toolbar, pomocí které se formulují statistiky o návštěvnosti stránek a zpětných odkazů. Sídlo společnosti se nachází v Kalifornii (USA).
Služba Alexa Internet, která sloužila k analýze webového trafficu, končí. Její vlastník Amazon oznámil, že se Alexa.com definitivně odmlčí 1. května 2022. Konkrétní důvody firma neuvedla.

## Historie
Společnost byla založena v roce 1996 Brewsterem Kahlem a Brucem Gilliatem. V této době toolbar, jehož algoritmus reagoval na chování jednotlivého uživatele, napovídal uživateli, jaký server by měl dále navštívit. Mimo to o každém navštíveném serveru vygeneroval kontext, na kterém byly informace o vlastníkovi serveru, o počtu stránek na serveru, o počtu odkazů směřujících na jiné servery a informace o aktualizaci serveru. Inženýři společnosti Alexa vytvořili za pomocí internetového archivu Wayback Machine (v překladu stroj času). Kromě toho Alexa poskytuje archivu internetu vyhledávací roboty.
V roce 1999 byla společnost Alexa prodána za akcie Amazonu v hodnotě 250 mil. dolarů společnosti Amazon.com. Na jaře roku 2002 Alexa začala spolupracovat s Google a v lednu 2003 Open Directory. Nicméně v roce 2006 zaměnila Windows Live Search společnost Google jako poskytovatel vyhledávacích informací. V září 2006 začali používat svojí vlastní vyhledávací platformu. V prosinci 2006 oficiálně vyšel Alexa image search. Je to první velká aplikace postavená na vlastní platformě. Dnes Alexa funguje jako internetový vyhledávač, jejímž základem je internetový katalog Open Directory, a taky jako poskytovatel informací o serverech. Alexa také dodává informace o stránkách pro vyhledávač A9.com.
V prosinci 2005 otevřela svůj obrovský vyhledávací index mimopodnikovým programům pomocí webových služeb a API. Lze je využit při zřízení alternativních vyhledávačů, které by mohly běžet buď na serveru Alexa, anebo na vlastních serverech.

## Alexa Rank
Klíčovou metrikou publikovanou z Alexa Internet Analytics je hodnocení Alexa Traffic Rank, také známé jako Alexa Rank. Metrika byla vytvořena k odhadu popularity webových stránek. Hodnocení se počítá z kombinace denních návštěvníků a počtu zobrazení stránek webu po dobu tří měsíců.
Hodnocení Alexa Traffic Rank lze použít ke sledování trendu popularity webové stránky a ke srovnání popularity různých webových stránek.